# Ali Mohamed Gedi
Pour les articles homonymes, voir Gedi.
Ali Mohamed Gedi (né en 1952) est un vétérinaire somalien, premier ministre du président Abdullah Yusuf Ahmed du 3 novembre 2004 au 29 octobre 2007.

## Biographie
En tant que vétérinaire, il est spécialisé dans le bétail qui est la principale ressource de la Somalie.
Le 3 novembre 2004, il devient le premier chef de gouvernement depuis le début de la guerre civile et la division du pays au début des années 1990. Le président lui confie la mission de former un gouvernement de coalition avec les différentes factions. Il réside alors au Kenya avec la plupart des institutions nationales somaliennes, par mesure de sécurité.
Le 29 avril 2005, il entame son premier séjour dans la capitale Mogadiscio pour préparer le retour du gouvernement dans le pays. Le 3 mai, il échappe à un attentat à la bombe qui fait une dizaine de morts.
Il démissionne le 29 octobre 2007 dans un contexte de tensions croissantes depuis, notamment, la chute de l'Union des tribunaux islamiques en 2006.